# Tajmyrhalvön

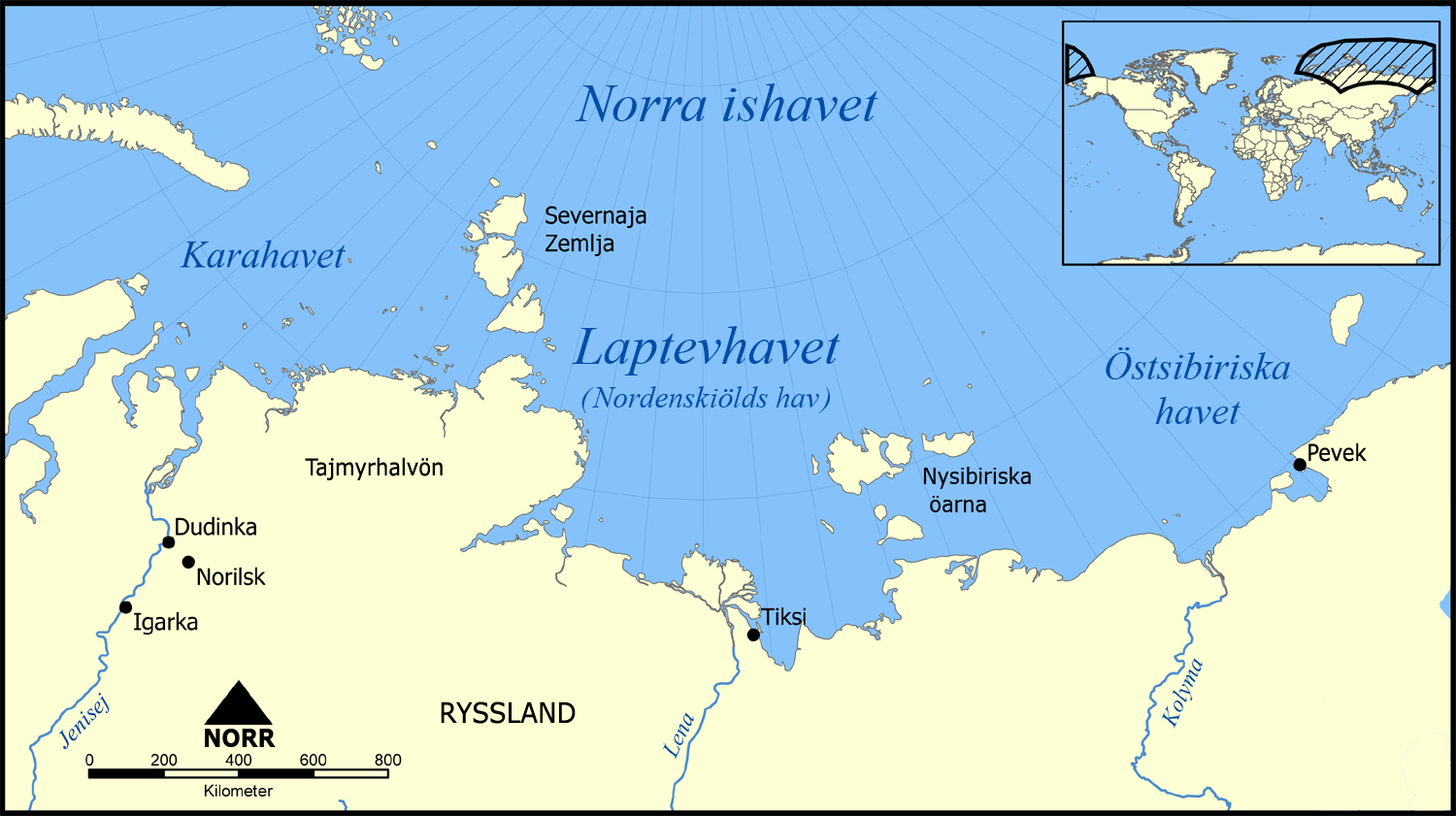
Tajmyrhalvön vid Karahavet och Laptevhavet.

Tajmyrhalvön (ryska: Таймыр (Таймырский полуостров): Tajmyr (Tajmyrskij poluostrov)) är en halvö i norra Ryssland med en area på 400 000 km². Halvön är belägen mellan floden Jenisejs mynning i väster samt Khatangabukten i öster. Det är det nordligaste området på det ryska fastlandet såväl som på den eurasiska kontinenten. 
Den högsta punkten ligger på 1 146 meter över havet, i övrigt är landskapet till stora delar låglänt.
Tajmyrhalvön är av Unesco klassat som biosfärområde som del i "Bolsjoj Arktitjeskij gosudarstvennyj prirodnyj zapovednik" (Stora arktiska naturreservatet).

## Ekologi

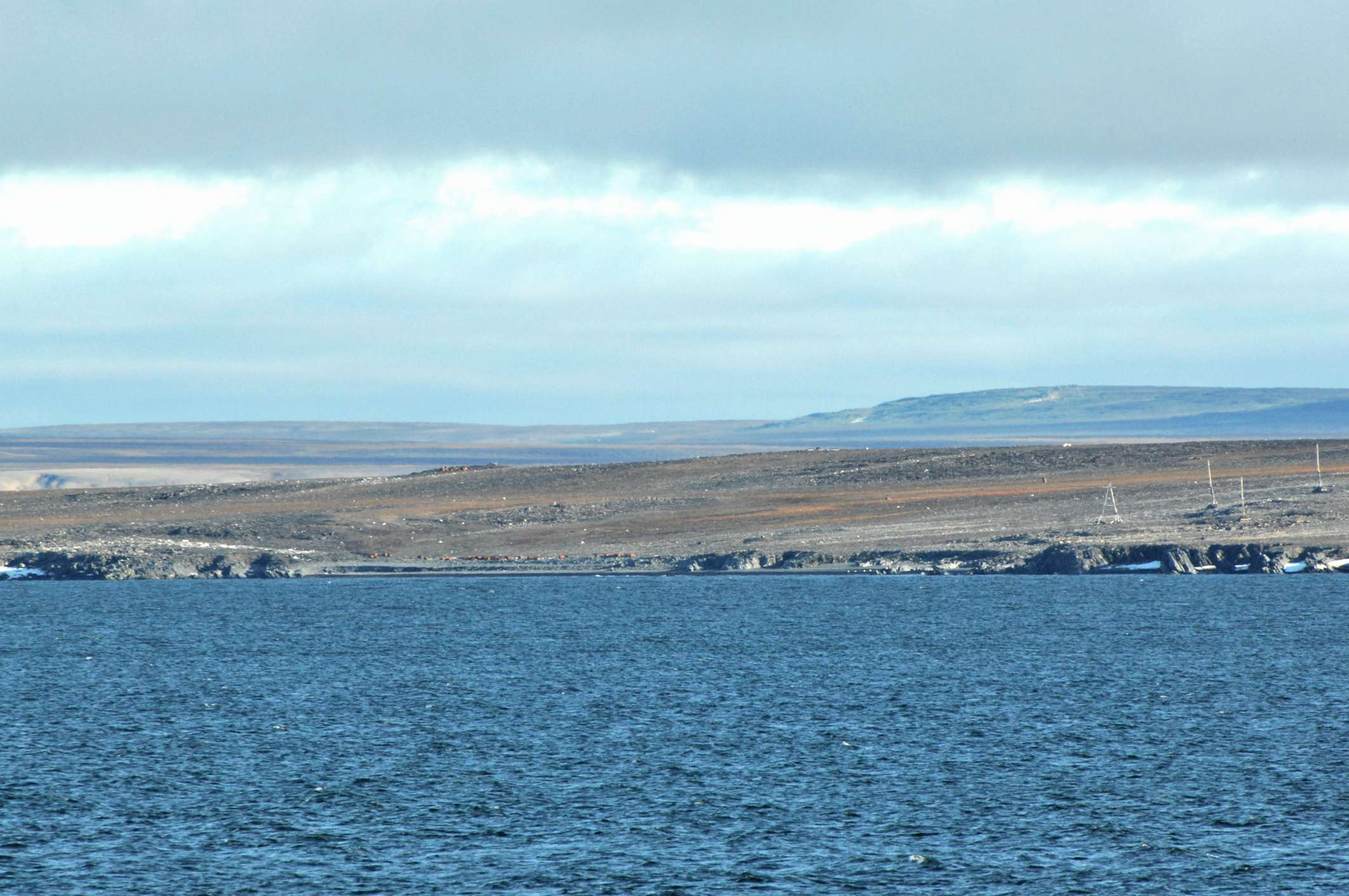
Kap Tjeljuskin, den nordligaste udden på det ryska och det eurasiaska fastlandet; 77°43’22’’N, 104°15’13’’E
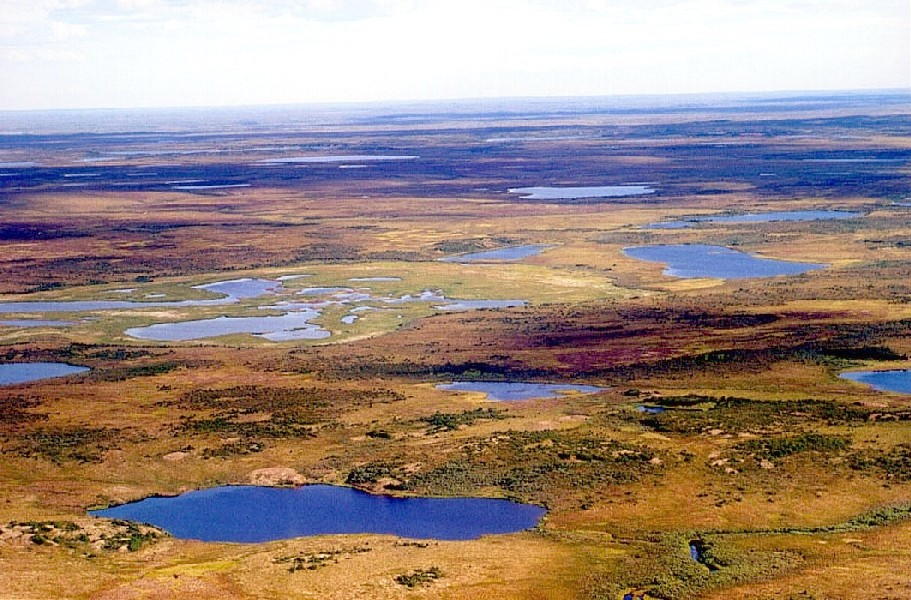
Tundra på Taymyrhalvön
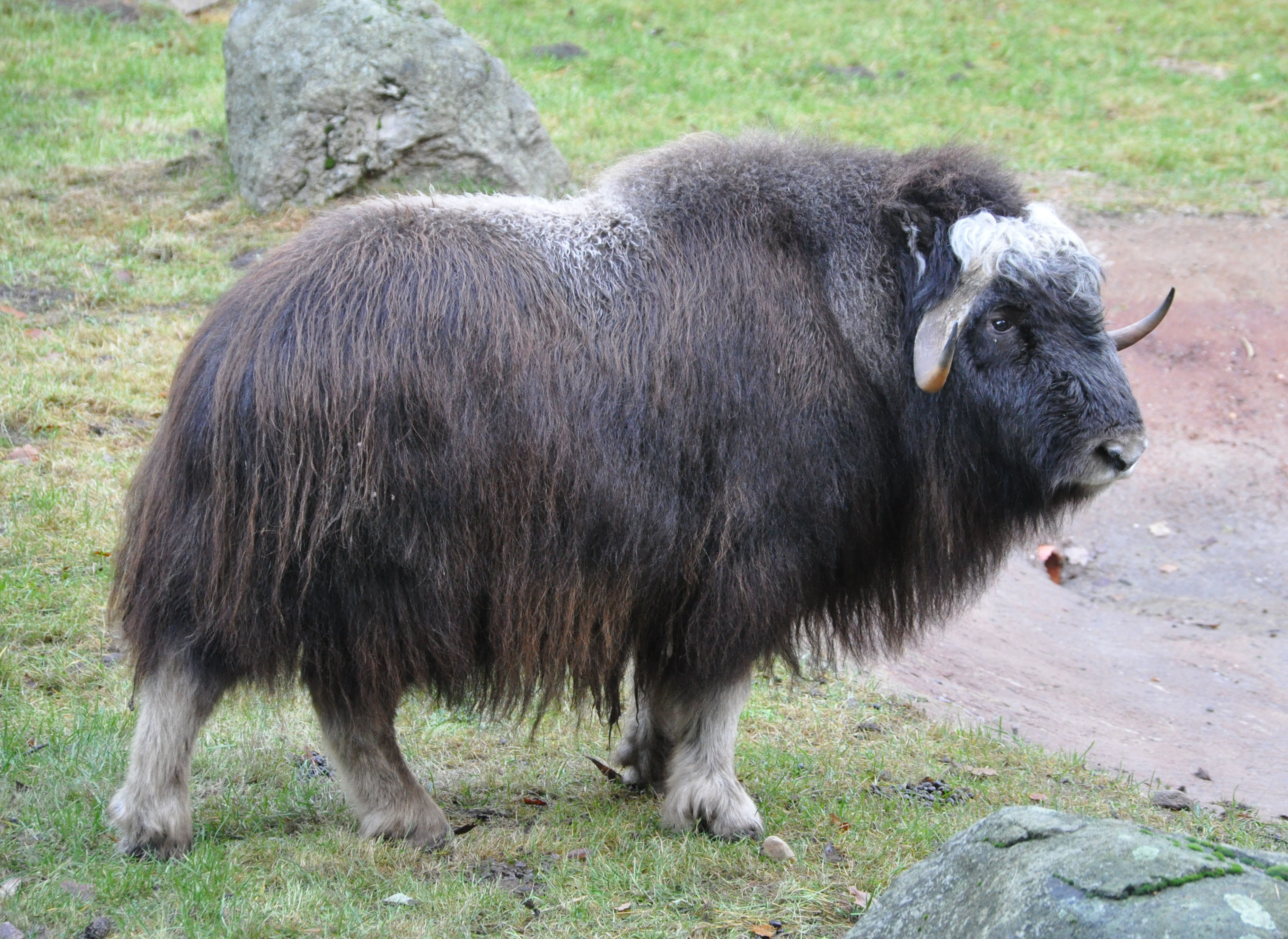
Myskoxe, ett arktiskt däggdjur av familjen slidhornsdjur, framgångsrikt infört till Tajmyrhalvön 1975

Tajmyrhalvön är den sista plats utanför Nordamerika, där myskoxen levde naturligt, innan den utrotades för cirka 2 000 år sedan. 2010 hade populatione av myskoxar på halvön växt till 6 500.
Tajmyrhalvön är också den sista kända plats på kontinenten där mammutar levde, innan de sista dog ut på Wrangels ö cirka 1700 f.Kr.. På Tajmyrhalvön är de yngsta dna-spåren av den ullhåriga mammuten daterade till att vara från cirka 1900 f.Kr.. Efter att den senaste istiden (Weichselistiden) tog slut och isen började dra sig tillbaka runt 10 000-talet f.Kr. blev det en ganska stor temperaturuppgång och det började också regna mycket mer. Vegetationen med gräs, blommande växter och örter som var grunden för mammutarnas föda började försvinna. Därmed blev det inte tillräckligt med protein för att föda mammuten och sakta minskade antalet djur. Att mammuten kunde överleva så sent på Tajmyrhalvön till skillnad från i östra Sibirien och i Alaska berodde troligen på att istidsvegetationen på Tajmyrhalvön levde sig kvar och området var torrt och kallt.

## Folkgrupper
- Nganasaner med flera.